# Nicey
Nicey é uma comuna francesa na região administrativa da Borgonha-Franco-Condado, no departamento de Côte-d'Or. Estende-se por uma área de 24,43 km². Em 2010 a comuna tinha 110 habitantes (densidade: 4,5 hab./km²).